# 1553 en France
Chronologie de la France
- 1549
- 1550
- 1551
- 1552
- 1553
- 1554
- 1555
- 1556
- 1557

## Événements
- 2 janvier : échec de Charles Quint et de ses 60 000 hommes au siège de Metz (1552-1553) contre François de Guise[1].

- Mars : création du parlement de Bretagne par transformation des Grands Jours, dont les membres seront pour moitié des conseillers « originaires » (bretons) et pour moitié des « non originaires »[2].

- Juin - juillet : les armées de Charles Quint attaquent en Artois[1].
- 20 juin : Thérouanne est reprise aux Français. La ville est rasée sur ordre de l’empereur[1].
- 18 juillet : capitulation de Hesdin, rasée à son tour par les Impériaux[1]
- 23 août : le maréchal de Thermes et Sampiero Corso débarquent en Corse à la tête d’une alliance franco-turque[3]. Occupation partielle de la Corse par les Français (1553-1556). Guerres de Corse, menées par Sampiero Corso contre la république de Gênes avec le soutien de la France (1553-1569)[4].
- 9 septembre : les armées françaises de Montmorency assiègent Bapaume, propriété de Charles  Quint, puis renoncent le 21[1].

## Naissances en 1553
- x

## Décès en 1553
- x